# Esperantoplatz
Esperantoplatz (place de l'espéranto) est une petite place de 1 800 m2 à Berlin-Neukölln située dans l'ancien district de Rixdorf, entre la Richardplatz et la gare de Berlin Sonnenallee. Elle a été créée en 1991 à la jonction de la Schwarzastraße et de la Schudomastraße et au bord de la Braunschweiger Straße. Son nom est une référence à la langue construite espéranto.

## Étymologie et histoire

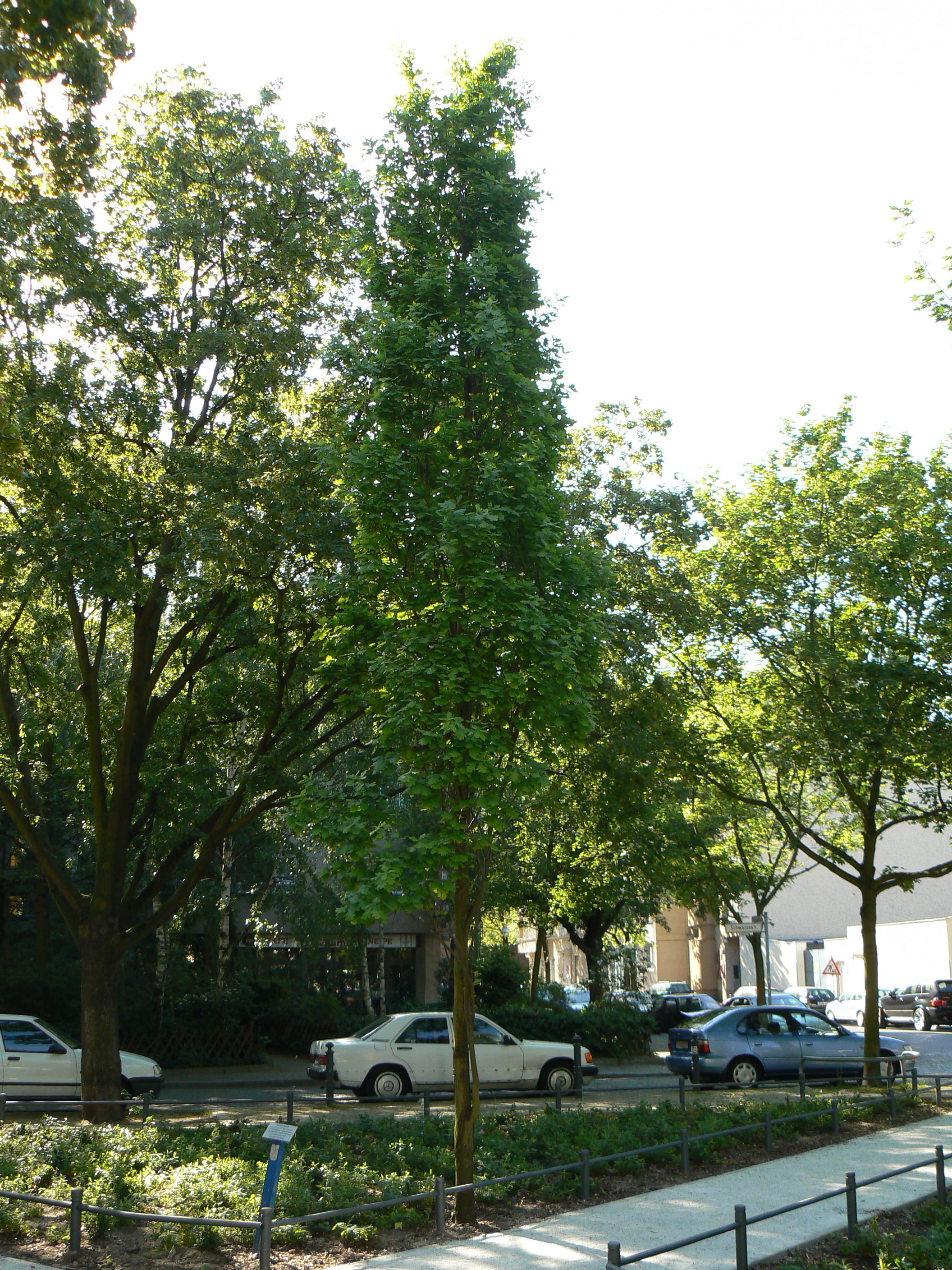
Le chêne de Zamenhof, planté en 1992.

La place a été ainsi nommée en référence à la « longue tradition » de l'espéranto à Neukölln. En 1923, le pédagogue et espérantiste Wilhelm Wittbrodt est devenu directeur de l'école Rütlischule et y a institué l'apprentissage de l'espéranto. Des centaines d'élèves ont appris la langue et ont correspondu avec d'autres élèves dans le monde. Après la seconde guerre mondiale et la persécution des espérantistes par les nazis, Wittbrodt a fondé la ligue d'espéranto berlinoise le 3 juillet 1949 à la Sonnenallee 3 en collaboration avec Eva Hoffmann et son mari Ulrich. Eva Hoffmann (née Noeske), une Neuköllnaise dont les parents se sont connus en 1917 grâce à l'espéranto, était la directrice d'un chœur espérantophone Verdaj Paseroj (« les passereaux verts ») et éditrice de livre pour enfants en espéranto. Dès la fin de Berlin-est où la pratique de la langue était interdite, Eva Hoffmann a pris l'initiative de nommer l'Esperantoplatz à l'endroit où un groupe de jeunes du foyer Lessinghöhe ont organisé des rencontres espérantophones entre des citoyens est- et ouest-berlinois dans les années 1950. Une des membres de ce groupe, Ursula Grattapaglia, a depuis fondé Bona Espero au Brésil.
L'inauguration a eu lieu le 14 décembre 1991. L'architecte Bettina Longart a réalisé la conception de la place composée d'une petit espace vert et de quelques parterres de fleurs et de deux allées qui se rencontrent au centre, où l'agencement des pavés forme une étoile verte, un symbole espérantiste dont chaque branche représente un continent. On a planté un chêne pyramidal sur la place le 14 avril 1992 pour le 75e anniversaire de la mort de Louis Lazare Zamenhof, le créateur de l'espéranto.